# 스트레이트 쿠거
스트레이트 쿠거(ストレイト・クーガー)는 스크라이드의 등장인물이다.

## 소개
성우는 김환진.